# 개운포역
개운포역(Gaeunpo Station, 開雲浦驛)은 울산광역시 남구 상개동에 위치한 동해선의 철도역이다.
옛 이름은 선암역(Seonam station, 仙岩驛)이었으나, 2021년 8월 26일자로 역명을 개운포역으로 변경하였다.

## 특징
역 인근에 울산 개운포성지가 있다고 하여 역명이 정해졌으나, 실제로 이 역에서 개운포성지는 약 4km 가까이 떨어저 있고, 가는 길이 모두 석유화학공단 일대로 이루어져 있어서 덕하차고지행 버스 말곤 직접적인 시내버스 노선은 없다. 개운포성지로 갈 수 있는 시내버스 노선으로 266번(울산여객) 노선이 하나 있으나, 이 역 앞을 경유하지 않으며 공업탑로터리에서 대현동, 야음동을 경유해 울산변전소사거리에서 성암동과 용연동 종점 일대로 바로 들어가는 노선이기 때문에 이 역에서 개운포성지 쪽으로 접근하려면 야음동으로 가서 266번 노선으로 환승해야한다.

## 역 정보
이 역은 무배치간이역으로 여객 열차가 2021년 12월 28일에는 동해선 광역전철 일광 - 태화강 구간이 개통되었다.

## 연혁
- 1992년 8월 20일 : 선암역(仙岩驛)으로 신호장으로 영업 개시
- 2013년 11월 7일 : 부산진 기점 65.2km로 변경[2]
- 2015년 : 동해남부선 복선 전철화로 역사 철거
- 2016년 4월 29일 : 부산진 기점 64.5km로 변경[3]
- 2021년 8월 26일 : 개운포역(開雲浦驛)으로 역명 변경하고 부산진 기점 63.5km 로 변경[4]
- 2021년 12월 28일 : 정기여객열차(광역전철)정차로 인한 무배치 간이역으로 승격 및 을종위탁발매소로 전환.

## 승강장
상대식 승강장으로 건설되었으며 스크린도어가 설치되었다.
| ↑ 태화강 |
| \| ２    |
| 덕하↓    |

| 1 | ● 동해선 광역전철 | 태화강 방면                 |
| 2 | ● 동해선 광역전철 | 일광 · 신해운대 · 부전 방면 |

## 역주변
| 나가는 곳 | 방면                                |
| --------- | ----------------------------------- |
| 1         | 개운포역삼거리 한국불교조계종관음사 |
| 2         | 환승주차장                          |

## 승차량 변동
| 역 노선 | 역 노선 | 일평균 인원수 (명/일) | 일평균 인원수 (명/일) | 일평균 인원수 (명/일) | 주 석 |
| 역 노선 | 역 노선 | 2021년                | 2022년                | 2023년                | 주 석 |
| ------- | ------- | --------------------- | --------------------- | --------------------- | ----- |
| 동해선  | 승차    | 138                   | 155                   | 182                   | [ 5 ] |
| 동해선  | 하차    | 145                   | 154                   | 179                   | [ 5 ] |

## 인접한 역
| 동해선              | 동해선            | 동해선           |
| ------------------- | ----------------- | ---------------- |
| K130 덕하 부전 방면 | ● 동해선 광역전철 | K132 태화강 방면 |